# مری جو کتلت
مری جو کَتلِت (انگلیسی: Mary Jo Catlett؛ زادهٔ ۲ سپتامبر ۱۹۳۸) یک هنرپیشه تئاتر، سینما و تلویزیون اهل ایالات متحده آمریکا است.

## گزیدهٔ آثار

### سینما
- فیلم باب‌اسفنجی: اسفنج بیرون از آب (۲۰۱۵)
- همسر اوهارا (۱۹۸۲)
- قهرمان (۱۹۷۹)
- انقلابی قلابی (۱۹۷۱) (نامش در عنوان‌بندی نیامده)
- باب‌اسفنجی شلوار مکعبی
- سریال مام

### تلویزیون
- خانواده امروزی (۲۰۱۳)
- منتالیست (۲۰۱۳)
- کدبانوهای وامانده (۲۰۱۲)
- دو دختر بی‌پول (۲۰۱۱)
- گلی (۲۰۱۰)
- بابای آمریکایی! (۲۰۰۷)
- باب‌اسفنجی شلوارمکعبی (۱۹۹۹)
- راگرتز (۱۹۹۹)